# Quand j'avais cinq ans je m'ai tué
Quand j'avais cinq ans je m'ai tué (When I Was Five I Killed Myself) est un roman de Howard Buten, paru en 1981.
Ce livre, adapté au cinéma en 1994 par Jean-Claude Sussfeld sous le même titre, a une suite : Le Cœur sous le rouleau compresseur.
Il a également été adapté au théâtre par Jean-Pierre Carasso.

## Résumé
Gilbert est un petit enfant de 8 ans qui raconte son histoire et ses petites galères d'enfant.
À cause des adultes, tout son petit monde s'est effondré et maintenant il est dans un hôpital à la résidence  d'enfants Les Pâquerettes, où il fait la connaissance du docteur Nevele et du docteur Rudyard. Chacun à sa manière essaye de deviner ce qui a pu pousser Gil à aimer Jessica d'une manière que les adultes ne comprennent pas.